# Maria, die Magd
Maria, die Magd ist ein 1936 nach der Novelle Die Kindsmagd von Walter Harlan gedrehter deutscher Spielfilm von Veit Harlan. Neben der von Veit Harlan 1939 in stark veränderter Form unter dem Titel Das unsterbliche Herz verfilmten Tragödie Das Nürnbergisch Ei ist der Film die zweite Verfilmung einer Vorlage seines Vaters. Die Hauptrollen spielen Hilde Körber als Maria und Hans Schlenck als ihr Verlobter Franz.

## Handlung
Alice, eine erfolgreiche Schauspielerin, und ihr Mann, ein nicht minder erfolgreicher Rechtsanwalt, haben den kleinen Sohn Gerd. Da die Eltern ständig auf Reisen sind, kümmert sich die Magd Maria um das Kind, an dem sie mit großer Liebe hängt. Als Maria eine Einladung aus ihrem Heimatort zur  Silberhochzeit ihrer Eltern erhält, will sie erst nicht fahren, da Gerds Mutter während dieser Zeit auf Tournee ist. Alice schlägt Maria jedoch vor, den Jungen mitzunehmen. So geschieht es. Auch Franz, ein Armeeangehöriger, der Maria liebt, ist bei dem Fest zugegen. Er plant, Maria einen Antrag zu machen und hat die Ringe schon in der Tasche. Als Maria jedoch zögert, ihm ihr Jawort zu geben mit der Begründung, wer sich denn um Gerd kümmern solle, wenn sie heiraten würde, steht ihm die Enttäuschung ins Gesicht geschrieben. Maria vertröstet ihn daraufhin auf den nächsten Tag.
Als Maria während des Festes mit Franz tanzt, ist Gerd unbeaufsichtigt. Er lässt sich von einem größeren Jugnen überreden, nach lebenden Krebsen Ausschau zu halten. Urplötzlich bricht jedoch ein Unwetter los, und Maria, die vergeblich nach Gerd Ausschau gehalten hat, sucht angsterfüllt nach dem Kind. Fast alle Dorfbewohner schließen sich dieser Suche an. Maria ist ob der vergeblichen Suche so verzweifelt, dass sie sich das Leben nehmen will, was Franz noch rechtzeitig verhindern kann. Zum Glück für alle wird Gerd dann doch noch unverletzt von Maria mit der Hilfe von Franz gefunden. Franz hat inzwischen verstanden, dass Maria das Kind nicht verlassen wird. Auch er muss wieder zurück zur Armee. Von Maria will er jedoch noch wissen, wann sie Gerd verlassen wird, um ihr eigenes Leben zu leben. Maria erwidert: „Wenn Gerd lange Hosen tragen wird.“
Die Vorfälle der letzten Zeit haben Gerds Mutter nachdenklich werden lassen. Von ihrem Mann wird sie zudem ermutigt, ihren Beruf zurückzustellen, um ihren Mutterpflichten nachkommen zu können. Alice, die eifersüchtig auf Gerds Liebe zu Maria ist, entlässt diese von heute auf morgen, um nicht in Konkurrenz zu ihr um die Liebe ihres Sohnes zu stehen. Maria nimmt nun keine Rücksicht mehr und klagt Alice an, dass sie das Herz ihres Kindes breche durch ihr Verhalten und dass sie sich auch ihr gegenüber sehr unfair verhalte. Als sie aber erkennen muss, dass Alice ihrem Sohn lange Hosen geschenkt hat, die er auch trägt, ist das für sie ein Zeichen, dass es nun an der Zeit ist, zu gehen. Sie versucht, Gerd den Abschied so leicht es nur geht zu machen. Vor ihr liegt ihre Zukunft mit Franz, den sie nun endlich heiraten kann, um mit ihm eigene Kinder zu bekommen, wie sie es sich immer gewünscht hat.

## Produktion

### Produktionsnotizen, Veröffentlichung
Der Film wurde von der Minerva-Tonfilm GmbH (Berlin) unter der Produktionsleitung von Gerhard Tandar produziert. Die Aufnahmeleitung lag bei Adolf Essek. Die Bauten stammen von Erich Grave und Hans Minzloff. Die Dreharbeiten fanden von Juli bis August 1936 in Ruhlsdorf bei Teltow (Mark Brandenburg) und im Harz statt.
Maria, die Magd wurde am 2. Oktober 1936 im Hamburger Lessing-Theater uraufgeführt. Am 23. Oktober 1936 startete der Film im Atrium in Berlin. In den Vereinigten Staaten wurde er am 21. Mai 1937 unter dem Titel Maria, the Servant veröffentlicht.
In Österreich lauteten die Verleihtitel für den Film …und abends, wenn die Musik spielt sowie Der Schlüssel zum Glück.

### Musik
Den Text zu dem Lied „Du hast für meine Liebe nur ein Lächeln“ schrieb Bruno Balz. Sein Beitrag zum Film wurde wegen seiner Homosexualität nicht erwähnt.

## Rezeption
Der Film wurde von der Filmprüfstelle am 25. September 1936 freigegeben, erhielt jedoch ein Jugendverbot.
Heute erfährt der Film wenig Beachtung. Der Medienwissenschaftler Horst O. Hermanni nennt ihn einen psychologischen Frauenroman. Nach Ende des Zweiten Weltkrieges wurde er wegen der in ihm enthaltenen nationalsozialistischer Propaganda alliierten Militärzensur verboten. Seine öffentliche Aufführung ist seitdem nur eingeschränkt möglich. 